# 靈魂樂
靈魂樂（英語：Soul music），又稱騷靈樂、騷靈音樂，是一种流行音乐流派，发源于20世纪50年代末至60年代初美国各地的非裔美国人社区。灵魂乐的重要特征是其节奏朗朗上口，并辅以拍手和即兴的肢体动作。其他特点包括主唱和伴唱之间的呼应、特别紧绷的声乐以及偶尔的即兴添加、旋转和辅助声音。灵魂乐以反映非裔美国人的身份认同和强调非裔美国文化的重要性而闻名。
灵魂乐的根源在于非裔美国福音音乐和节奏布鲁斯，并主要融合了福音、节奏布鲁斯和爵士乐的元素。这一音乐类型起源于权力斗争，旨在提高美国黑人对其非洲血统的认识，因为新出现的意识导致了以身为黑人为荣的音乐的创作。灵魂乐成为一种流行的舞蹈和聆听方式，在民权运动期间，摩城、大西洋和斯塔克斯等美国唱片公司对其传播产生了影响。灵魂乐也在世界范围内流行起来，直接影响了摇滚乐和非洲音乐。
1960年代后期灵魂乐开始颓废，如Rascals、The Box Tops、Mitch Ryder、Tony Joe White和Roy Head等藝人或乐队受到一系列的重创。
1970年代时灵魂乐继续发展，如霍爾與奧茲、Robert Palmer、Average White Band、伯茲·史蓋茲和大卫·鲍伊等乐队的推进，使演奏风格更加现代化。
1990年代中后期，随着新灵魂乐的出现，它再次兴起，融合了现代制作元素和嘻哈音乐。
2000年代時，英國歌手艾美·懷絲以低沉的嗓音將靈魂樂融合爵士樂和雷鬼音樂等低混合的風格。
2010年代時，許多著名新生代歌手如愛黛兒、山姆·史密斯等人將靈魂樂加入更多流行音樂或另類搖滾等大眾化商業元素。

## 具有靈魂樂風格的歌手或樂隊舉例
- 艾瑞莎·弗兰克林
- 佩蒂·拉貝爾
- James Brown
- Marvin Gaye
- 范·莫里森
- 路德·范德魯斯
- Diana Ross
- Chaka Khan
- The Temptations
- Anita Baker
- SWV
- Whitney Houston
- Mariah Carey
- Brian McKnight
- Boyz II Men
- 比吉斯
- 就是紅合唱團
- 傑克森五人組
- Prince
- Alicia Keys
- Amy Winehouse
- Johnny Gill
- Bruno Mars
- 派崔克·史坦普
- 雷·查尔斯
- 山姆·库克
- 蘇芮
- 黃小琥
- 順子
- 方大同
- 艾怡良
- Adele
- The Marías
- John Legend
- Sam Smith
- 詹姆斯·貝
- After 7
- DeBarge
- The Weeknd

## 子流派

### 白人靈魂樂
白人靈魂樂（Blue-Eyed soul） 也稱為藍眼睛靈魂樂，指的是灵魂樂和R&B音乐的演奏以及白人音乐家歌声的组合。它最初出现在60年代中期，1964年費城廣播電臺的DJ喬治·伍兹在介紹正義兄弟時，說“這是我藍眼睛的靈魂兄弟，他們是白人歌手。”用打击乐唱着《失去爱的感觉》成为正義兄弟出项的标志。

## 延伸阅读
- Garland, Phyl (1969). The Sound of Soul: the History of Black Music. New York: Pocket Books, 1971, cop. 1969. xii, 212 p. 300 p. + [32] p. of b & w photos.
- Cole, Laurence (2010). Deep Soul Ballads: From Sam Cooke to Stevie Wonder. Libri Publishing. ISBN 9781907471087